# ドロレス・オリオーダン
ドロレス・マリー・アイリーン・オリオーダン（英語: Dolores Mary Eileen O'Riordan、1971年9月6日 - 2018年1月15日）は、アイルランドのミュージシャン。ロックバンド、クランベリーズのリードシンガー。ソロ歌手としても活動した。

## 生涯
アイルランドのリムリックの労働者階級の家庭にて、9人兄妹の末子として生まれる。兄弟のうち2人はドロレスが生まれる前に死亡している。

### 死去
2018年1月15日、レコーディングのためロンドンに滞在中、宿泊先のロンドン・ヒルトン・オン・パークレーンの浴室で亡くなっているのが発見された。
目立った外傷はなく、血中からは処方されていた薬以外の成分は検出されなかったが、基準値の4倍を超えるアルコールが検出されたため、最終的な死因は「急性アルコール中毒で泥酔した事による溺死」と診断された。
訃報を受け、アイルランドのマイケル・D・ヒギンズ大統領は「彼女の死を知って大きな悲しみを抱いている。アイルランドの音楽界にとって大きな損失だ」と声明を出した。

## 楽曲内容、およびパフォーマンス・スタイル
レッドブルのルース・サクセルビー（Ruth Saxelby）は、オリオーダンの歌い方について、女性が死者に対する悲しみを表現するキーニングに似ていると指摘している。
サクセルビーはオリオーダンの独特の歌い方についても言及しており、たとえば「Ode To My Family」という歌の"Do you like me?"（私のことが好き？）の"like"の部分については「低く角の取れた歌い方」だとし、「[前略]どういう答えが返ってくるか分からないが、とにかく問いかけてみようという響きがある。」と評している。
「The Icicle Melts」の"I should not have read the paper today / “Cause a child, child, child, child / He was taken away"（新聞なんて読まなければよかった。子ども、子ども、子ども、子ども、あの子の命が奪われるなんて）という部分については、"Child"（子ども）の部分をだんだん激しくしながら繰り返し歌うことによって怒りの境地に達する様子を表現しているとサクセルビーはみている。
また、「The Icicle Melts」は人工妊娠中絶反対派から支持されているが、オリオーダン自身はジェームス・バルガー事件に触発されたと1994年にオーストラリアの雑誌からのインタビューに対して答えている。
サクセルビーはオリオーダンの楽曲のテーマには、オリオーダン自身が子どものころに友人から性的暴行を受けていたことが源流にあるのではないかとみている。

## ソロ・ディスコグラフィ

### アルバム
| タイトル                                                                          | アルバムの詳細                                                                                                   | チャート最高順位 | チャート最高順位 | チャート最高順位 | チャート最高順位 | チャート最高順位 | チャート最高順位 | チャート最高順位 | チャート最高順位 | 認定                |
| タイトル                                                                          | アルバムの詳細                                                                                                   | アイルランド     | ベルギー         | フランス         | ドイツ           | イタリア         | スイス           | イギリス         | アメリカ         | 認定                |
| --------------------------------------------------------------------------------- | --- | ---------------- | ---------------- | ---------------- | ---------------- | ---------------- | ---------------- | ---------------- | ---------------- | ------------------- |
| アー・ユー・リスニング？                                                          | - 発売： 2007年5月4日 - レーベル： サンクチュアリ - フォーマット： CD、デジタルダウンロード                      | 15               | 38               | 11               | 39               | 2                | 10               | 28               | 77               |                     |
| ノー・バゲッジ                                                                    | - 発売： 2009年8月21日 - レーベル： クッキング・ヴァイナル、ラウンダー - フォーマット： CD、デジタルダウンロード | 80               | 75               | 30               | 77               | 6                | 25               | —                | —                | - ヨーロッパ: 3万枚 |
| "—"はチャート入りしなかった作品または発売されなかった作品であることを示している。 | |                  |                  |                  |                  |                  |                  |                  |                  |                     |